# Renault Clio I
| Sterne im Euro-NCAP-Crashtest (1997) |

Renault Clio I (Typ 57) bezeichnet die erste Generation des Kleinwagens Clio von Renault.

## Modellgeschichte
Der Clio (Typ 57) wurde von Mai 1990 bis September 1998 gebaut. Die Modellreihe durchlief zwei Überarbeitungen und unterteilt sich daher in drei Bauphasen.
Die ersten geringen Modifikationen erfolgten im März 1994. Die Stoßfänger waren nun in Wagenfarbe lackiert (vorher nur bei bestimmten Modellen). Geändert wurden auch die Heckleuchten und die Außenspiegel.
Die auffälligste äußere Überarbeitung war das Facelift im September 1996 mit veränderten Frontscheinwerfern und einer serienmäßigen dritten Bremsleuchte.

## Ausstattungen
RL
Scheibenwischer mit zwei Geschwindigkeiten und Wisch-/Wasch-Tippkontakt; Ablagefach in der Fahrertür; verstellbare Kopfstützen; höhenverstellbare Sicherheitsgurte vorn, Gurtschlösser in den Sitzen integriert; umklappbare Rücksitzbank; vollständig verkleidete A-, B- und C-Säulen; serienmäßige Verkabelung für nachträglichen Radioeinbau; heizbare Heckscheibe; mit und ohne Verschleißanzeige für die vorderen Scheibenbremsbeläge.
RN
Heckscheibenwischer und -wascher; Zeigeruhr; Aschenbecher hinten; Make-up-Spiegel auf Fahrerseite; Radioabdeckung; beleuchteter und verkleideter Kofferraum; Türverkleidung mit Stoffeinsatz; Handschuhfach mit Verschluss.
RT (zusätzlich zu RN)
Zentralverriegelung mit Infrarot-Fernbedienung; elektrische Fensterheber vorn; Velours-Polsterung; Automatikgurte hinten; Ölstandanzeige im Armaturenbrett; regelbare Armaturenbeleuchtung; Lesespot; ausstellbare hintere Seitenfenster (Zweitürer); Warmluftdüsen zum Fondabteil. In Phase 2 mit verlängertem Armaturenbrett, unter dem sich ein Ablagefach und die Uhr befinden. Am alten Platz der Uhr befindet sich jetzt ein kleines Münzfach.
Clio 16V
Im Sommer 1991 erschienene Top-Version. Stoßfänger in Wagenfarbe mit integriertem Spoiler; verbreiterte vordere Kotflügel aus einem neuartigen flexiblen Verbundwerkstoff (2 mm starkes Noryl). Bei einem Aufprall unter 15 km/h nehmen die Kotflügel wieder ihre ursprüngliche Form ein. Auch die hintere Seitenpartie wurde mit einer Verbreiterung versehen. Die Radhäuser sind mit breiten Seitenschwellern verbunden. Über der Heckscheibe befand sich ein Dachspoiler. Die leicht gewölbte Motorhaube war zusätzlich mit einer Lufthutze zur Wärmeableitung vom Auslasskrümmer versehen. Innen hatte der Clio 16V Sportsitze, auf Wunsch in Leder. Schalthebel und Dreispeichen-Lenkrad mit Lederbezug, modifiziertes Armaturenbrett mit vergrößertem Blendschutz und darin integrierten Zusatzinstrumenten (Öltemperatur, Öldruck, Ölstand).
Weitere Ausstattungsvarianten
- Prima (Grundausstattung ohne Extras – als günstige Einstiegsvariante angeboten)
- Graffiti (Mit Kassettenradio, Sonnendach und bunten Sitzen – nur in blau, rosarot, weiß und schwarz erhältlich)
- Campus (Einsteigermodell ähnlich dem Renault 5 Campus und dem Clio Prima)
- Baccara (Phase 1/2) / Initiale (Phase 3) (Luxus-Version mit Lederausstattung, Chrom-Türöffnern, Klimaanlage, speziellen 14"-Leichtmetallfelgen, Wurzelholzdekor)
- Caribe, Chiemsee, Davos, Fidji, Grand Prix, Limited, Maxi, Mexx, Oasis, RTi, RSi, Williams

Es gab zudem noch von etwa 1992 bis 1996 Cabrio-Umbausätze für dieses Fahrzeug, die durch den offiziellen Renault Haustuner Elia-AG vertrieben wurden. Ein direktes Cabrio gab es offiziell nur als fahrbare Studie, ein Einzelstück also, das soweit bekannt ist, bei Renault Frankreich ausgestellt ist. Alle anderen Clio-Cabrios sind definitiv Umbauten. Oft wurden für diese Umbauten niedrige (dreitürige) Modelle verwendet, da die Clios zu dieser Zeit noch recht jung waren. Oft waren die Varianten RL, RN, Prima, Graffiti oder Campus die Basis für diese Umbauten, andere Ausstattungen sind sehr selten.
Diese Umbauten sind allgemein bekannt und berüchtigt für eine etwas komplizierte Handhabung und eine gewisse Undichtigkeit. Das Planendach ist quasi ein Regenschutz und kein vollwertiges Dach. Hierbei gibt es zwei Variationen: Beim älteren Kit wird das Dach über Druckknöpfe an der Seitenwand gehalten, beim jüngeren Kit wird das Dach per Befestigungsbügel an die Seitenwand gepresst.
In Deutschland wurden von ELIA rund 500 Umbausätze ausgeliefert. Wie viele Fahrzeuge tatsächlich umgebaut wurden, ist nicht bekannt. Auch ist nicht bekannt, wie viele Cabrio-Umbauten noch auf den Straßen unterwegs sind.

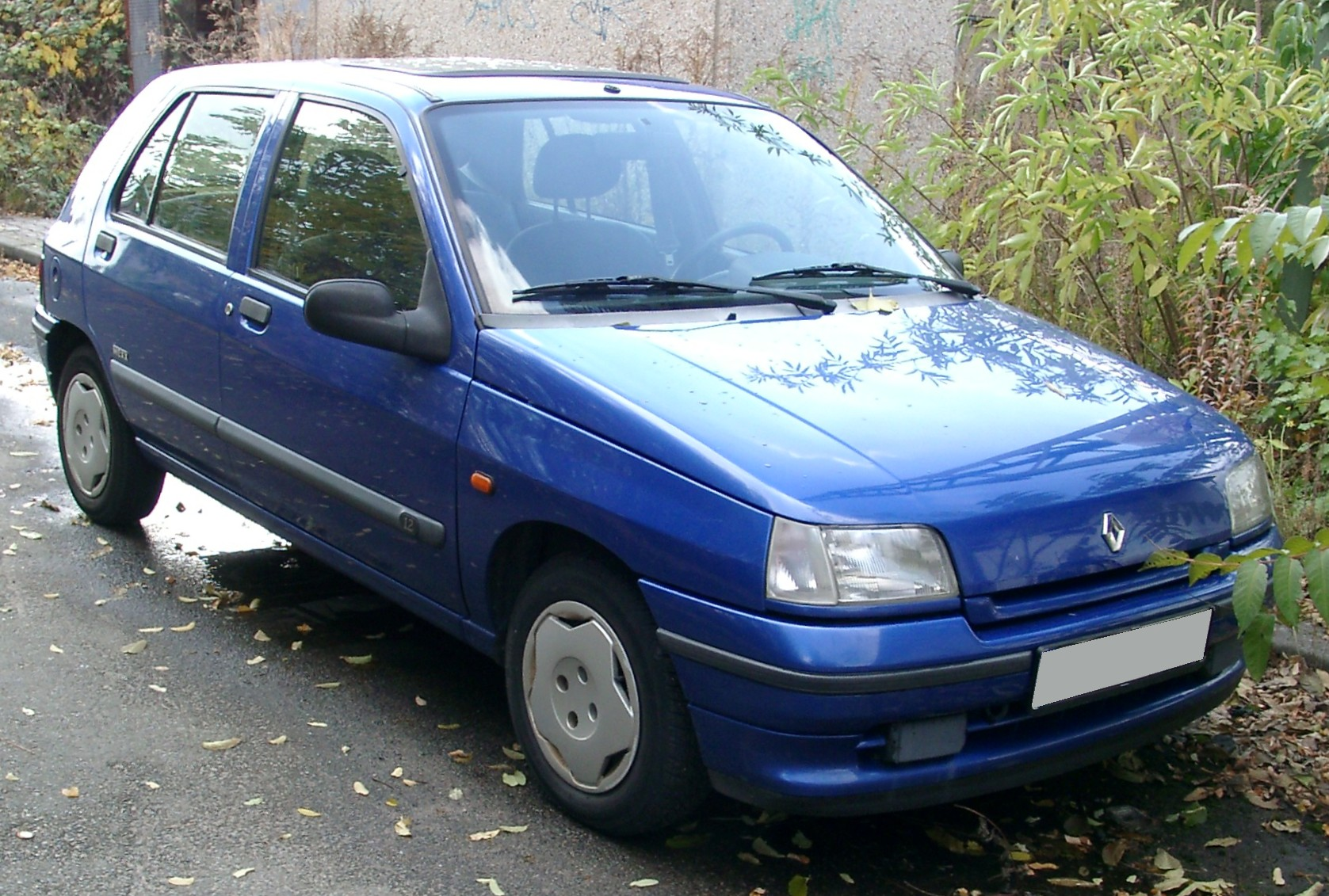
Renault Clio (1994–1996)
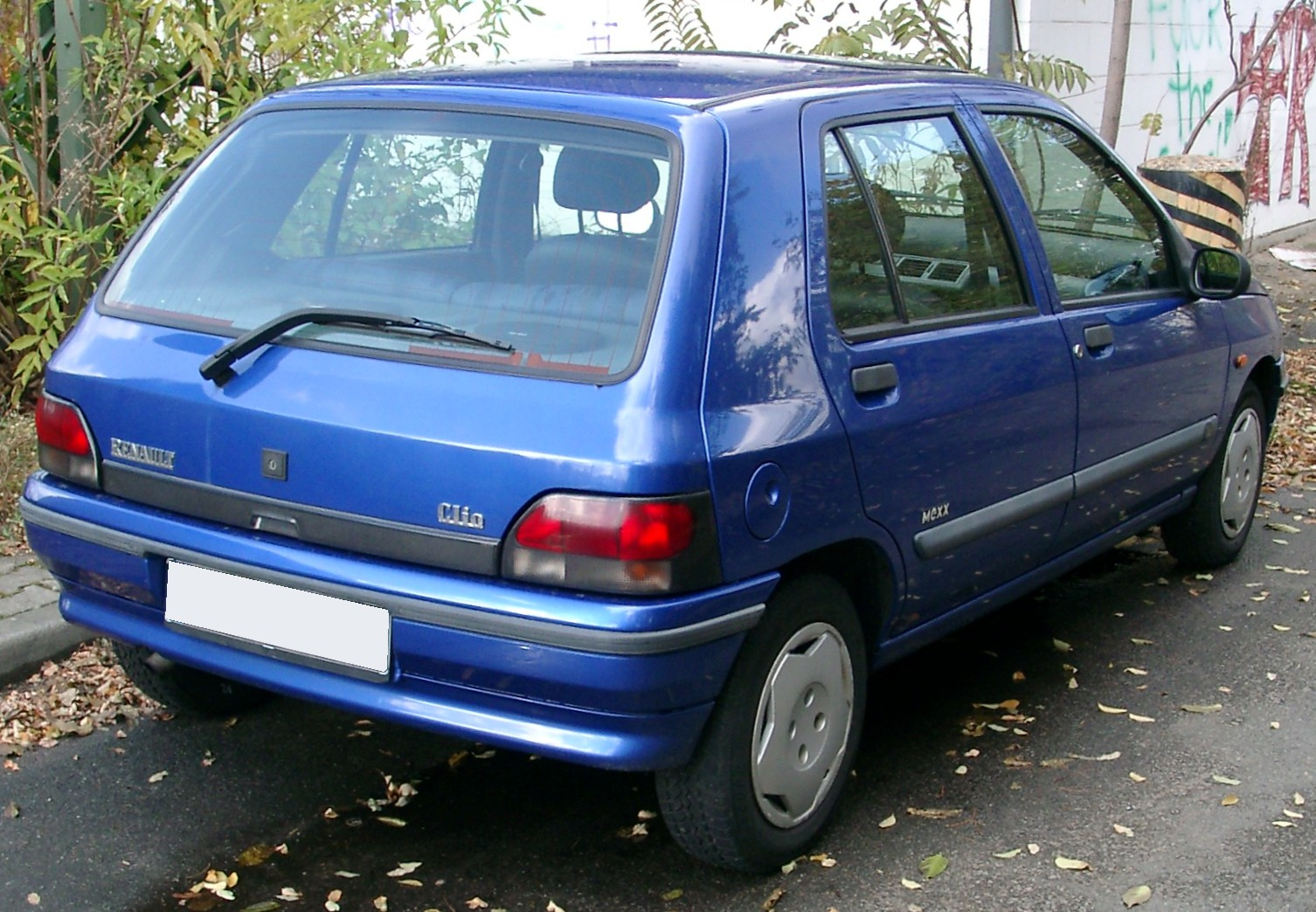
Heckansicht
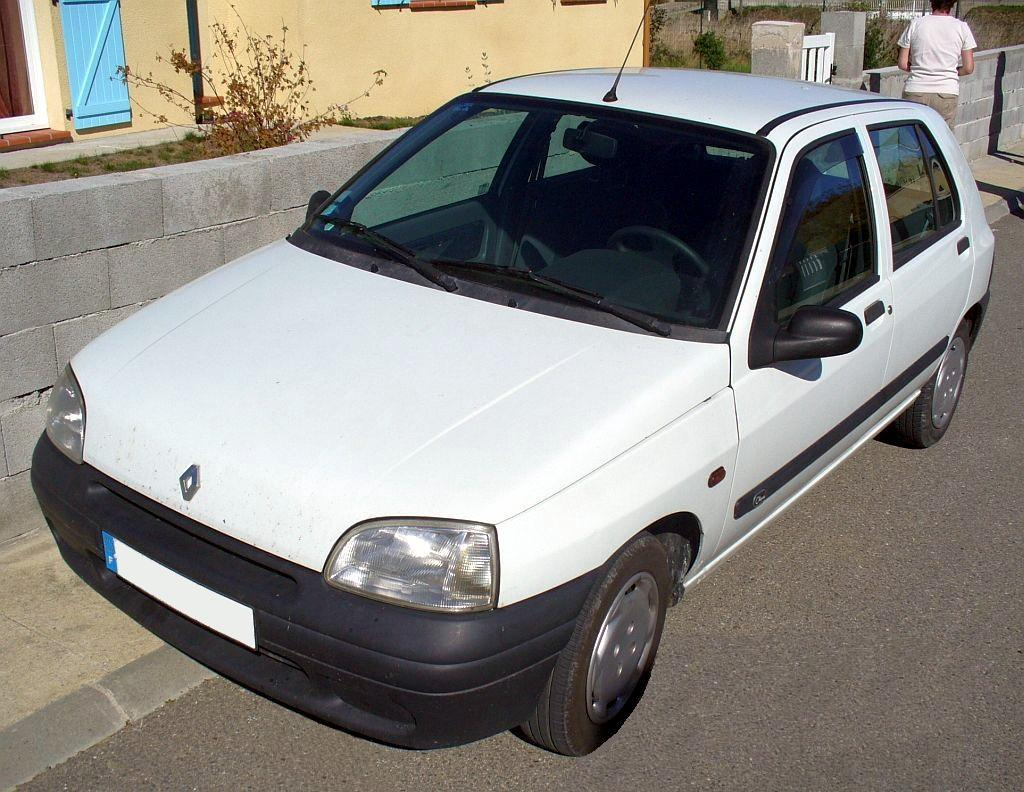
Renault Clio (1996–1998)

## Technische Daten
|                                             | 1.1                    | 1.2                   | 1.2                       | 1.2                       | 1.4                                 | 1.4                                 | 1.4                                 | 1.4                         | 1.9 d                   |                       |
| Bauzeitraum                                 | 05.1990–12.1995        | 05.1990–09.1996       | 05.1990–12.1996           | 01.1996–09.1998           | 05.1990–09.1998                     | 01.1991–09.1998                     | 01.1991–09.1996                     | 09.1996–09.1998             | 01.1991–09.1998         |                       |
| Ausstattungsvarianten                       | k. A.                  | k. A.                 | RL, RN, RT, Prima         | RN, Campus                | RN, RT, RTi, Baccara                | RN, RT, RTi, Baccara                | RN, RT, RTi, Baccara                | RT, RTi, Mexx               | RL, RN, Campus          |                       |
| Motorkenndaten                              |                        |                       |                           |                           |                                     |                                     |                                     |                             |                         |                       |
| Motorkennung                                | C1E                    | C3G 720               | E7F 700/706/708/750       | D7F 730                   | E6J 718/728                         | E7J 601/718/719/ 754                | E7J 756                             | E7J 757                     | F8Q 730/732             |                       |
| Motortyp                                    | R4-Ottomotor           | R4-Ottomotor          | R4-Ottomotor              | R4-Ottomotor              | R4-Ottomotor                        | R4-Ottomotor                        | R4-Ottomotor                        | R4-Ottomotor                | R4-Dieselmotor          |                       |
| Anzahl Ventile pro Zylinder                 | 2                      | 2                     | 2                         | 2                         | 2                                   | 2                                   | 2                                   | 2                           | 2                       |                       |
| Ventilsteuerung                             | OHV, Kette             | OHV, Kette            | OHC, Zahnriemen           | OHC, Zahnriemen           | OHC, Zahnriemen                     | OHC, Zahnriemen                     | OHC, Zahnriemen                     | OHC, Zahnriemen             | OHC, Zahnriemen         |                       |
| Gemischaufbereitung                         | Vergaser               | Saugrohreinspritzung  | Saugrohreinspritzung      | Saugrohreinspritzung      | Vergaser                            | Saugrohreinspritzung                | Saugrohreinspritzung                | Saugrohreinspritzung        | Vorkammer- einspritzung |                       |
| Motoraufladung                              | –                      | –                     | –                         | –                         | –                                   | –                                   | –                                   | –                           | –                       |                       |
| Kühlung                                     | Wasserkühlung          | Wasserkühlung         | Wasserkühlung             | Wasserkühlung             | Wasserkühlung                       | Wasserkühlung                       | Wasserkühlung                       | Wasserkühlung               | Wasserkühlung           |                       |
| Bohrung × Hub                               | 70,0 mm × 72,0 mm      | 74,0 mm × 72,0 mm     | 75,8 mm × 64,9 mm         | 69,0 mm × 76,8 mm         | 75,8 mm × 77,0 mm                   | 75,8 mm × 77,0 mm                   | 75,8 mm × 77,0 mm                   | 75,8 mm × 77,0 mm           | 80,0 mm × 93,0 mm       |                       |
| Hubraum                                     | 1108 cm³               | 1239 cm³              | 1171 cm³                  | 1149 cm³                  | 1390 cm³                            | 1390 cm³                            | 1390 cm³                            | 1390 cm³                    | 1870 cm³                |                       |
| Verdichtungsverhältnis                      | 8,8:1                  | 9,2:1                 | 9,5:1                     | 9,6:1                     | 9,5:1                               | 9,5:1                               | 9,5:1                               | 9,5:1                       | 21,5:1                  |                       |
| max. Leistung bei min−1                     | 35 kW (48 PS) /5250    | 40 kW (54 PS) /5300   | 40/43 kW (54/58 PS) /6000 | 40/43 kW (54/58 PS) /5250 | 59 kW (80 PS) /5750                 | 58 kW (79 PS) /6000                 | 55 kW (75 PS) /5750                 | 55 kW (75 PS) /6000         | 47 kW (64 PS) /4500     |                       |
| max. Drehmoment bei min−1                   | 78 Nm /2500            | 90 Nm /2800           | 83–88 Nm /3500            | 93 Nm /2500               | 107 Nm /3500                        | 107 Nm /3500                        | 107 Nm /3500                        | 107 Nm /4000                | 118 Nm /2250            |                       |
| Kraftübertragung                            |                        |                       |                           |                           |                                     |                                     |                                     |                             |                         |                       |
| Antrieb                                     | Vorderradantrieb       | Vorderradantrieb      | Vorderradantrieb          | Vorderradantrieb          | Vorderradantrieb                    | Vorderradantrieb                    | Vorderradantrieb                    | Vorderradantrieb            | Vorderradantrieb        |                       |
| Getriebe, serienmäßig                       | 4-Gang- Schaltgetriebe | 5-Gang-Schaltgetriebe | 5-Gang-Schaltgetriebe     | 5-Gang-Schaltgetriebe     | 5-Gang-Schaltgetriebe               | 5-Gang-Schaltgetriebe               | 5-Gang-Schaltgetriebe               | 5-Gang-Schaltgetriebe       | 5-Gang-Schaltgetriebe   | 5-Gang-Schaltgetriebe |
| Getriebe, optional                          | 5-Gang- Schaltgetriebe | –                     | –                         | –                         | 3- oder 4-Stufen- Automatikgetriebe | 3- oder 4-Stufen- Automatikgetriebe | 3- oder 4-Stufen- Automatikgetriebe | 4-Stufen- Automatikgetriebe | –                       |                       |
| Messwerte                                   |                        |                       |                           |                           |                                     |                                     |                                     |                             |                         |                       |
| Höchstgeschwindigkeit                       | 145 km/h               | 150 km/h              | 155 km/h                  | 160 km/h                  | 175 km/h (170 km/h)                 | 175 km/h (170 km/h)                 | 175 km/h (170 km/h)                 | 175 km/h (167 km/h)         | 161 km/h                |                       |
| Beschleunigung, 0–100 km/h                  | 17,0 s                 | 14,5 s                | 15,0 s                    | 13,5 s                    | 11,2 s (15,0 s)                     | 11,2 s (15,0 s)                     | 11,3 s (15,0 s)                     | 11,2 s (16,0 s)             | 14,8 s                  |                       |
| Kraftstoffverbrauch auf 100 km (kombiniert) | 6,9 l S                | 7,4 l S               | 7,3 l S                   | k. A.                     | k. A.                               | 8,3 l S (9,0 l S)                   | 8,3 l S                             | 7,8 (8,0) l S               | 6,6 l D                 |                       |

1. ↑  Werte in runden Klammern („( )“) für Automatikgetriebe.
2. ↑  Mit 5-Gang-Getriebe: 146 km/h

|                                             | 1.7                   | 1.8                        | 1.8                        | 1.8                   | 1.8                   | 1.8 16V               | 2.0 16V               |
| Bauzeitraum                                 | 05.1990–02.1994       | 05.1990–08.1995            | 08.1995–09.1998            | 01.1993–08.1995       | 08.1995–09.1998       | 01.1991–03.1996       | 06.1994–12.1997       |
| Ausstattungsvarianten                       | k. A.                 | RT, Baccara                | Initiale                   | RSi                   | RSi                   | 16V                   | Williams              |
| Motorkenndaten                              |                       |                            |                            |                       |                       |                       |                       |
| Motorkennung                                | F2N 770               | F3P 710/714/754            | F3P 755                    | F3P 712               | F3P 758               | F7P 722               | F7R 700               |
| Motortyp                                    | R4-Ottomotor          | R4-Ottomotor               | R4-Ottomotor               | R4-Ottomotor          | R4-Ottomotor          | R4-Ottomotor          | R4-Ottomotor          |
| Anzahl Ventile pro Zylinder                 | 2                     | 2                          | 2                          | 2                     | 2                     | 4                     | 4                     |
| Ventilsteuerung                             | OHC, Zahnriemen       | OHC, Zahnriemen            | OHC, Zahnriemen            | OHC, Zahnriemen       | OHC, Zahnriemen       | DOHC, Zahnriemen      | DOHC, Zahnriemen      |
| Gemischaufbereitung                         | Vergaser              | Saugrohreinspritzung       | Saugrohreinspritzung       | Saugrohreinspritzung  | Saugrohreinspritzung  | Saugrohreinspritzung  |                       |
| Motoraufladung                              | –                     | –                          | –                          | –                     | –                     | –                     | –                     |
| Kühlung                                     | Wasserkühlung         | Wasserkühlung              | Wasserkühlung              | Wasserkühlung         | Wasserkühlung         | Wasserkühlung         | Wasserkühlung         |
| Bohrung × Hub                               | 81,0 mm × 83,5 mm     | 82,7 mm × 83,5 mm          | 82,7 mm × 83,0 mm          | 82,7 mm × 83,5 mm     | 82,7 mm × 83,0 mm     | 82,0 mm × 83,5 mm     | 82,7 mm × 93,0 mm     |
| Hubraum                                     | 1721 cm³              | 1794 cm³                   | 1783 cm³                   | 1794 cm³              | 1783 cm³              | 1764 cm³              | 1998 cm³              |
| Verdichtungsverhältnis                      | 9,5:1                 | 9,7:1                      | 9,8:1                      | 9,8:1                 | 9,8:1                 | 10,0:1                | 10,0:1                |
| max. Leistung bei min−1                     | 66 kW (90 PS) /5700   | 65 kW (88 PS) /5750        | 66 kW (90 PS) /5000        | 80 kW (109 PS) /5500  | 79 kW (107 PS) /5500  | 99 kW (135 PS) /6500  | 108 kW (147 PS) /6100 |
| max. Drehmoment bei min−1                   | 135 Nm /3000          | 142 Nm /2750               | 148 Nm /3500               | 155 Nm /4250          | 150 Nm /2750          | 158 Nm /4250          | 175 Nm /4500          |
| Kraftübertragung                            |                       |                            |                            |                       |                       |                       |                       |
| Antrieb                                     | Vorderradantrieb      | Vorderradantrieb           | Vorderradantrieb           | Vorderradantrieb      | Vorderradantrieb      | Vorderradantrieb      | Vorderradantrieb      |
| Getriebe, serienmäßig                       | 5-Gang-Schaltgetriebe | 5-Gang-Schaltgetriebe      | 5-Gang-Schaltgetriebe      | 5-Gang-Schaltgetriebe | 5-Gang-Schaltgetriebe | 5-Gang-Schaltgetriebe | 5-Gang-Schaltgetriebe |
| Getriebe, optional                          | –                     | 4-Stufen-Automatikgetriebe | 4-Stufen-Automatikgetriebe | –                     | –                     | –                     | –                     |
| Messwerte                                   |                       |                            |                            |                       |                       |                       |                       |
| Höchstgeschwindigkeit                       | 185 km/h              | 185 km/h (180 km/h)        | 185 km/h (180 km/h)        | 195 km/h              | 195 km/h              | 209 km/h              | 215 km/h              |
| Beschleunigung, 0–100 km/h                  | 9,9 s                 | 9,9 s (10,9 s)             | 9,9 s (10,9 s)             | 8,9 s                 | 8,9 s                 | 8,0 s                 | 8,3 s                 |
| Kraftstoffverbrauch auf 100 km (kombiniert) | 7,6 l S               | 7,6 l S                    | 7,6 l S                    | 7,9 l S               | 7,9 l S               | 7,7 l S               | k. A.                 |

1. ↑  Werte in runden Klammern („( )“) für Automatikgetriebe.

- Die Verfügbarkeit der Motoren war von Modell, Ausstattung und Markt abhängig.

## Sondermodelle

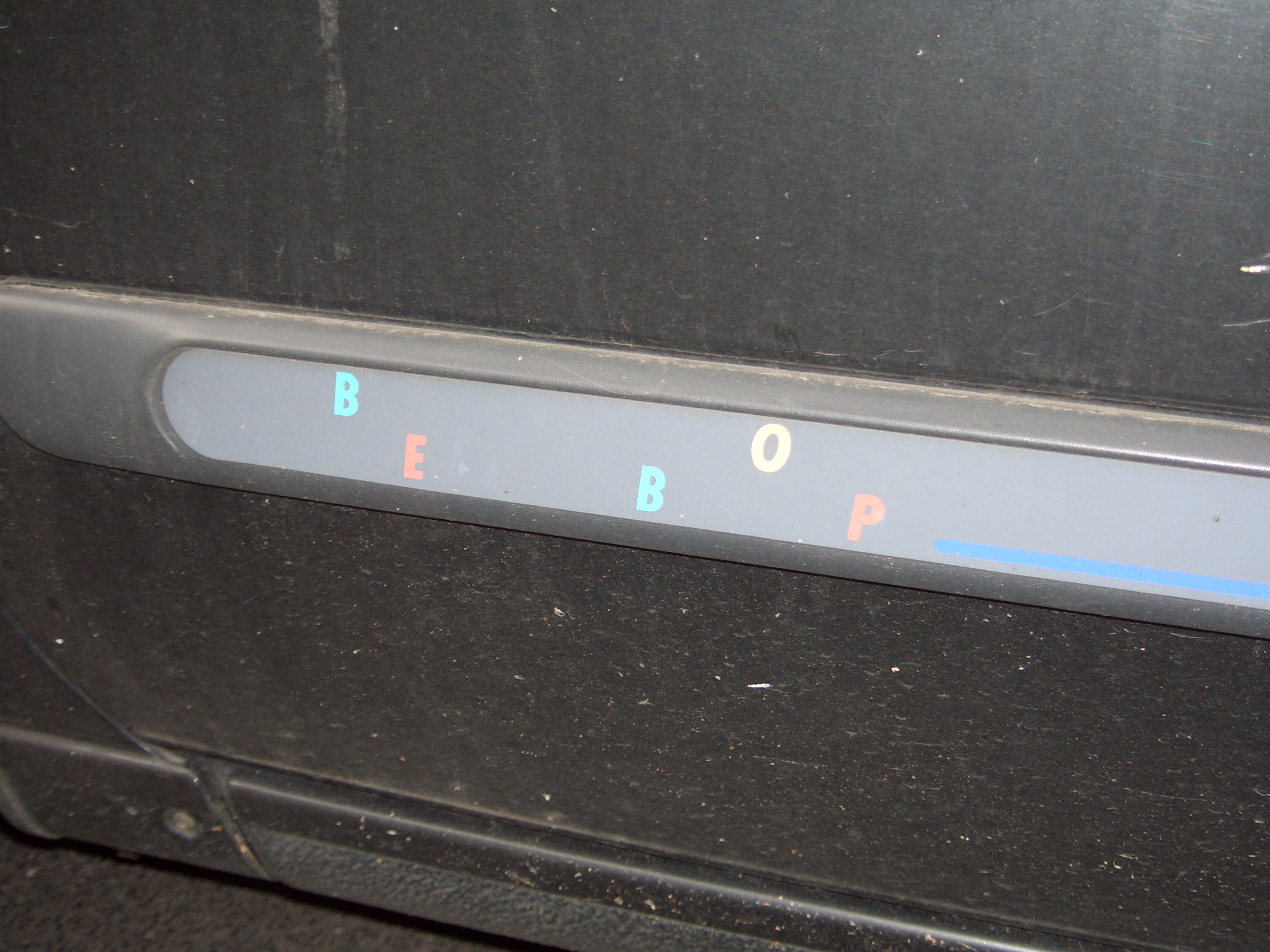
Renault Clio Bebop
Renault Clio RN Graffiti
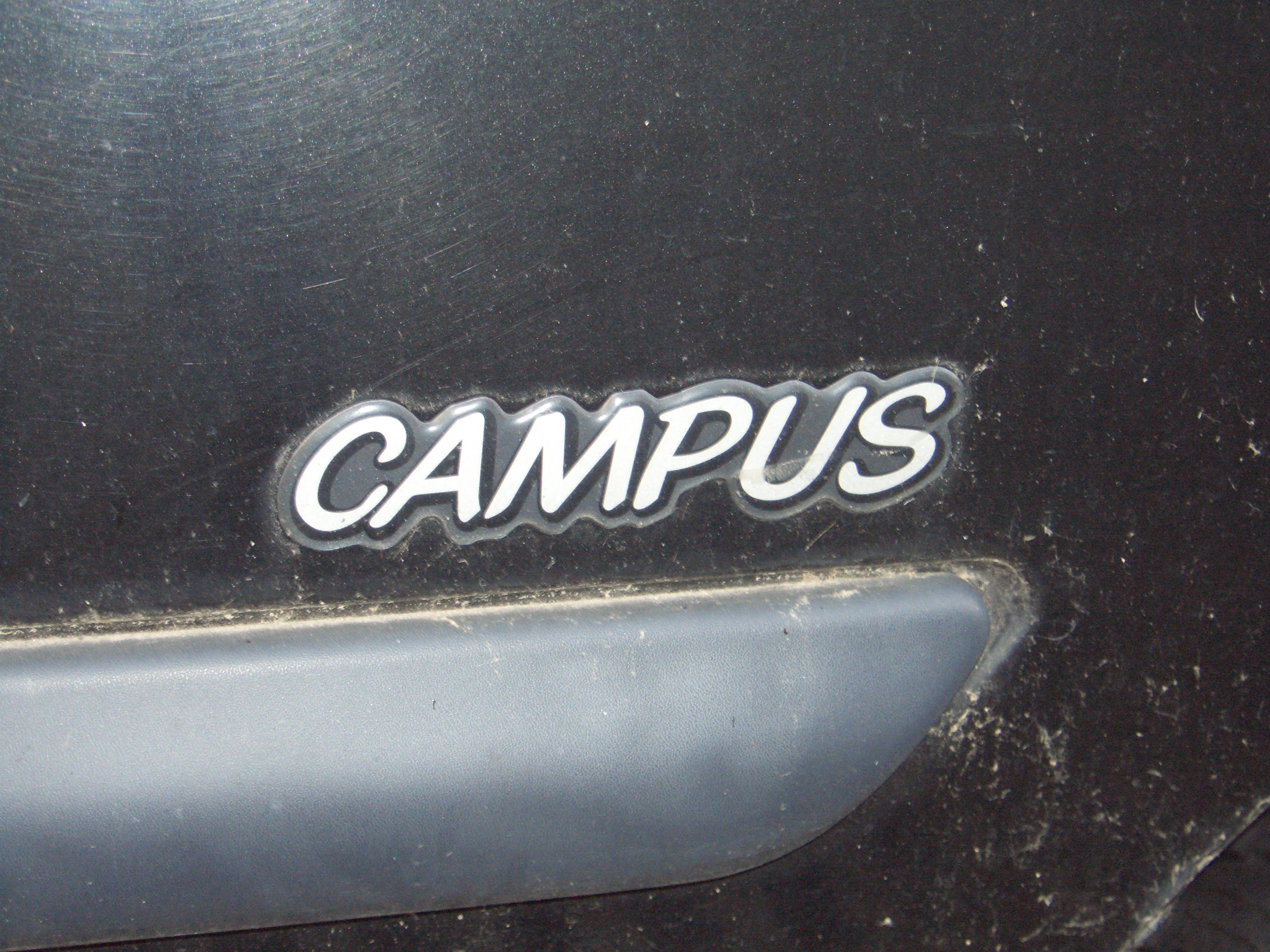
Renault Clio Campus
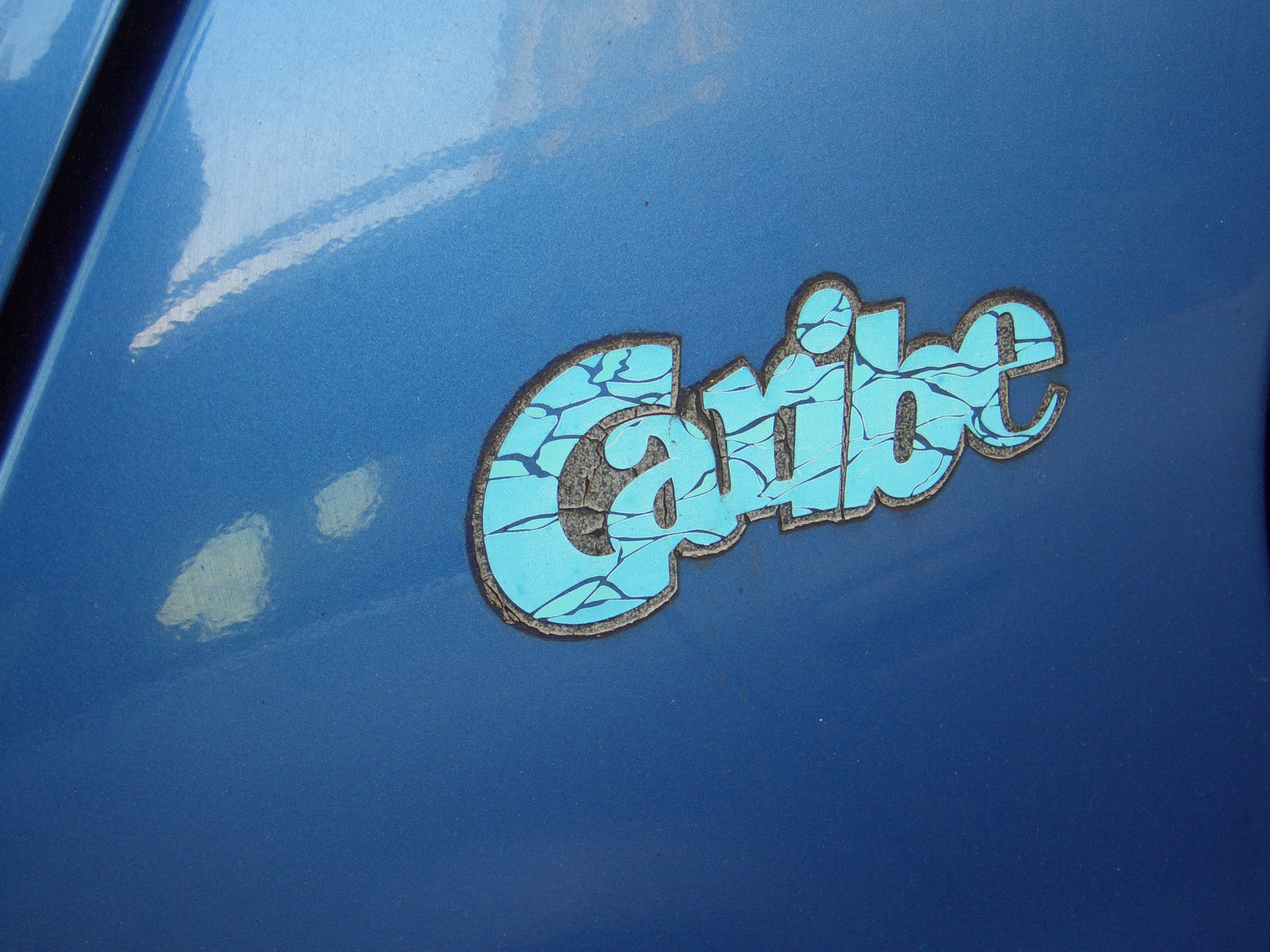
Renault Clio Caribe
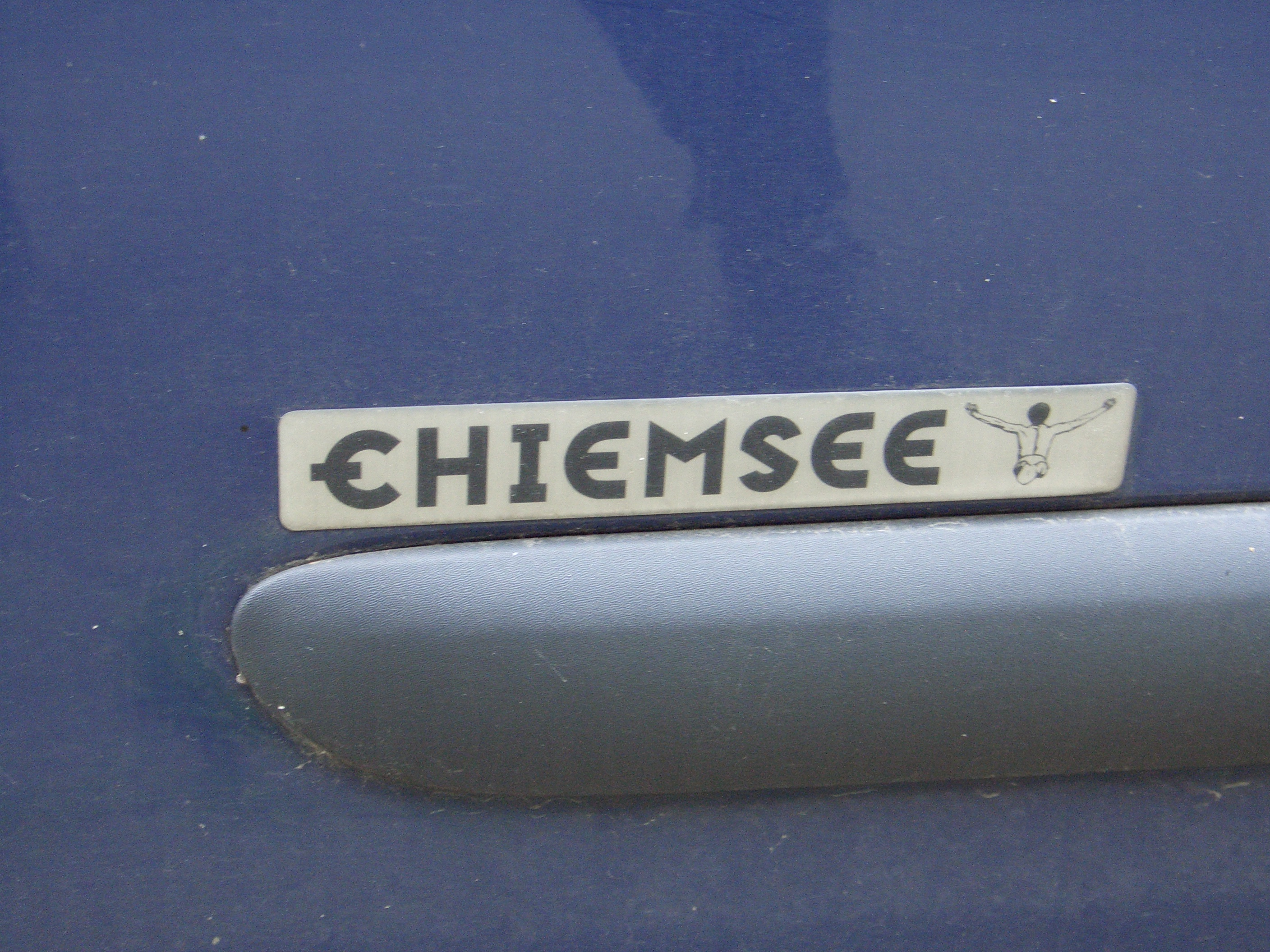
Renault Clio Chiemsee
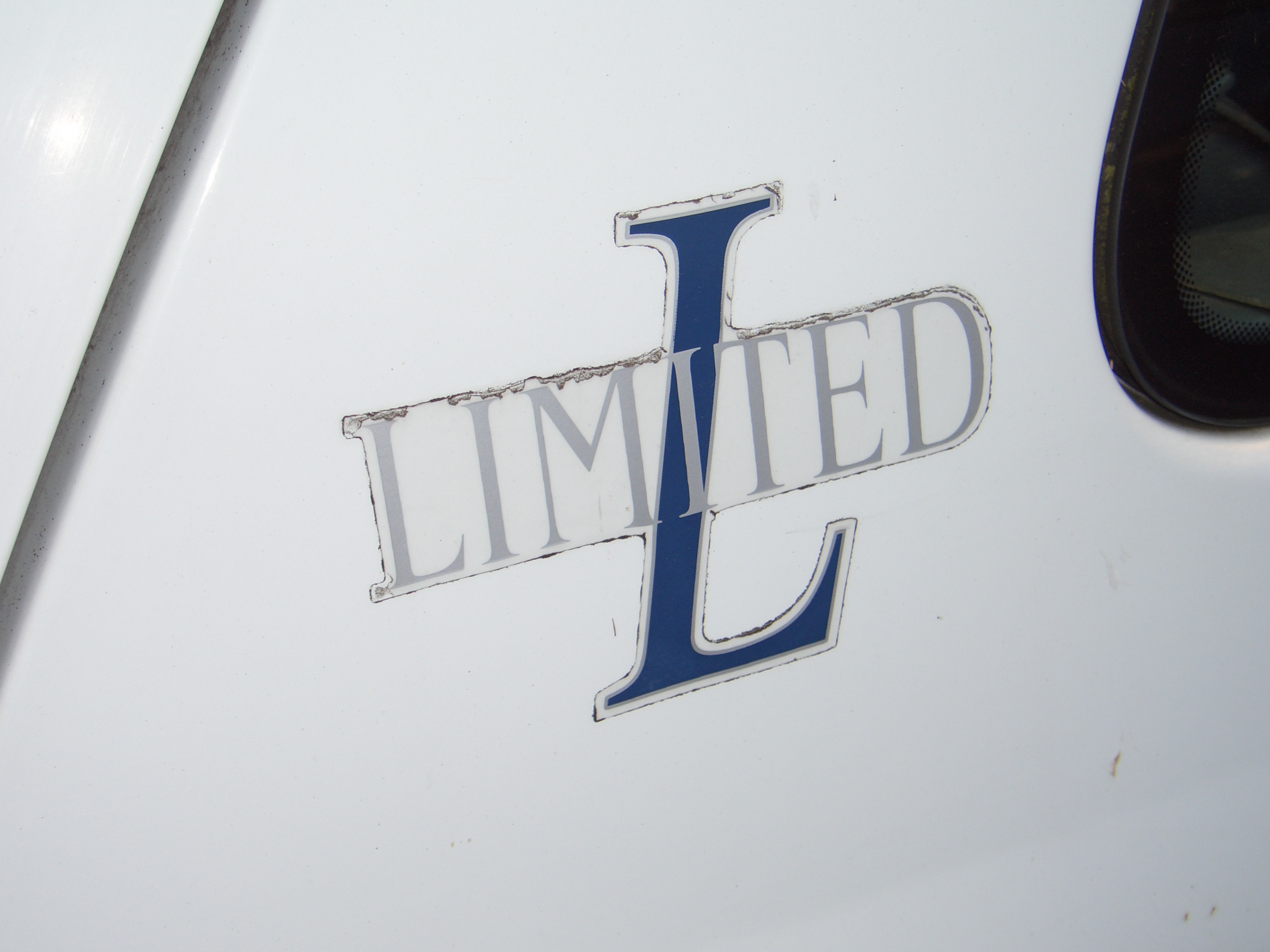
Renault Clio Limited
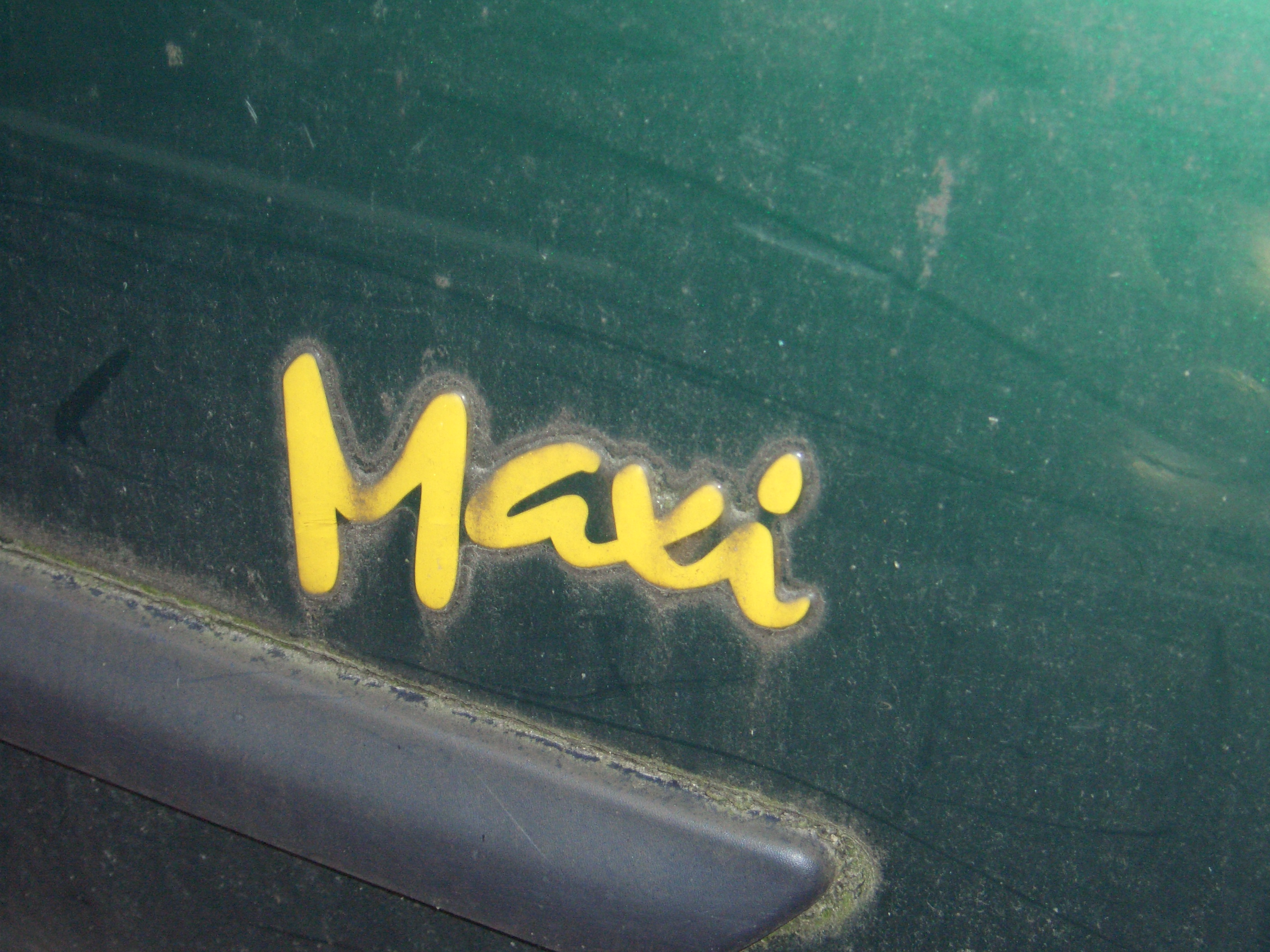
Renault Clio Maxi
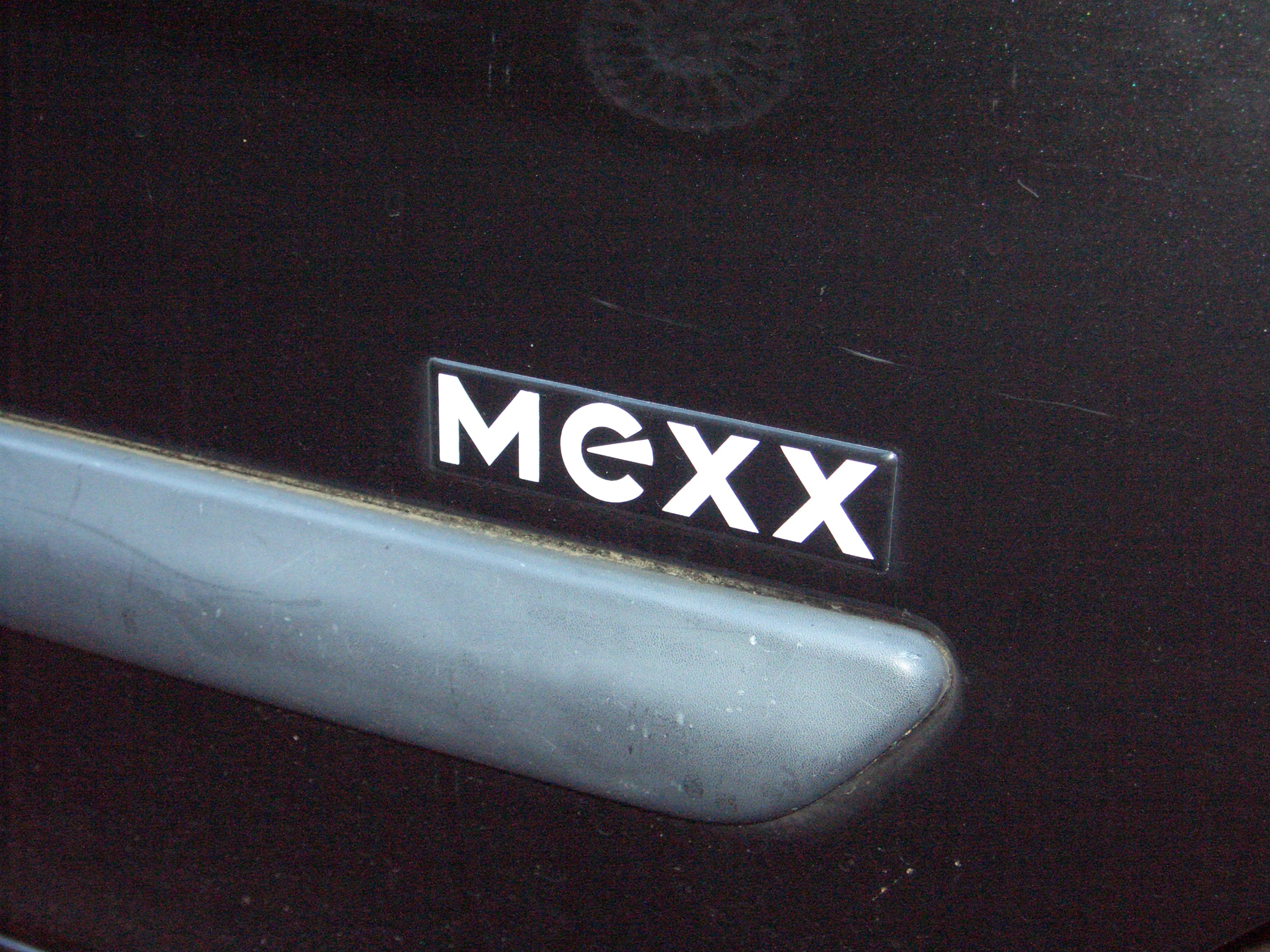
Renault Clio Mexx
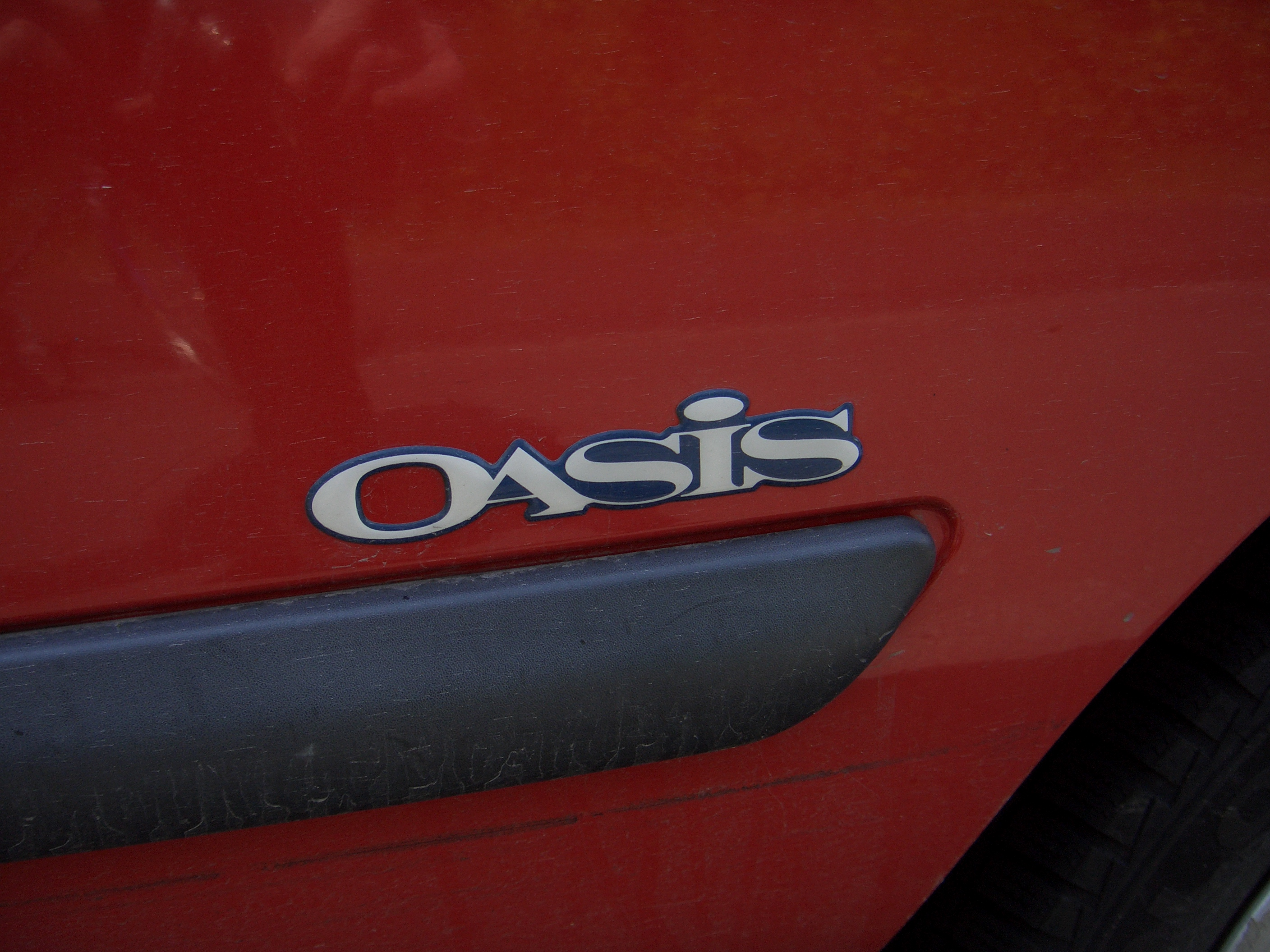
Renault Clio Oasis

### Clio 16V
Der Clio 16V hat einen Motor mit 1,8 l Hubraum und 99 kW (135 PS). Diese Variante wurde von Mitte 1991 bis Frühjahr 1994 in nur etwa 30.000 Einheiten hergestellt. Zusätzlich wurden 1995 zu Ehren von Michael Schumacher, der im Benetton-Renault den F1-Titel gewonnen hat, 500 Exemplare des Sondermodells „Grand-Prix“ gebaut.
Zu Ehren des Formel-1-Teamchefs Frank Williams gab es von Mitte 1994 bis Herbst 1997 den Clio Williams. Neben der Verbindung zum Namensgeber Williams wurde der Clio Williams zur Homologation in der Gruppe N und Gruppe A angeboten. Dieses auf 5.000 Stück limitierte Sondermodell war mit einem 16V-Motor 2,0 Liter Hubraum und 147 PS ausgestattet.

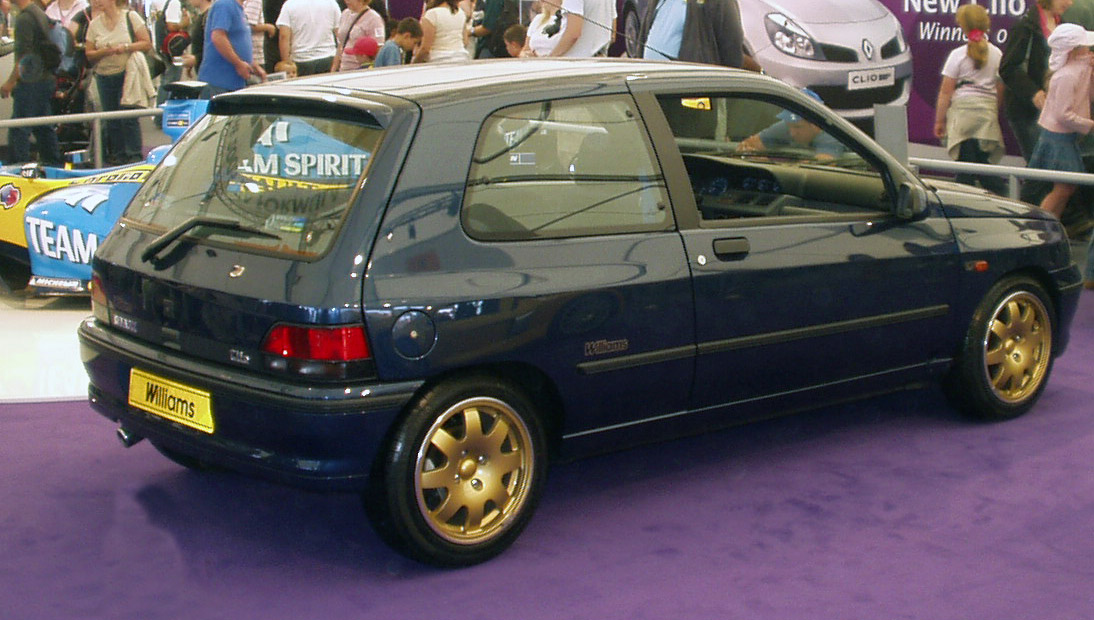
Renault Clio 16V Williams (1994–1997)
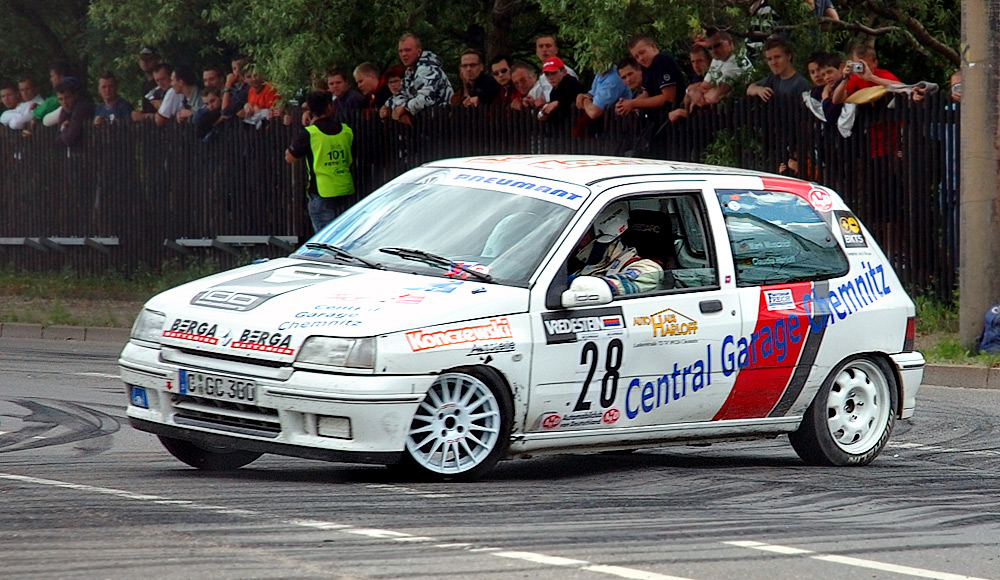
Modifizierter Renault Clio Williams im Rallye-Einsatz

Des Weiteren gab es 1995 ein Sondermodell namens „Swiss Champion“, gewissermaßen eine zweite Edition der ersten Phase des Williams-Modells. Nur 500 Exemplare wurden gefertigt. Das Modell wurde von Renault gebaut, da Nigel Mansell zum ersten Mal Formel-1-Weltmeister mit Williams-Renault geworden war.